# Heinrich Nauen
Heinrich Nauen (1. června 1880 Krefeld – 26. listopadu 1940 Kalkar) byl německý expresionistický malíř. Velkou část jeho tvorby tvoří krajiny, květinová zátiší, ale i nástěnné malby.

## Životopis
Narodil se do rodiny pekaře, ale již v raném věku začal projevovat zájem o umění. V roce 1898 byl přijat na Kunstakademii v Düsseldorfu. Později navštěvoval soukromou uměleckou školu v Mnichově. V roce 1902 dokončil studia na Staatliche Akademie der Bildenden Künste Stuttgart. Brzy poté se připojil k okruhu umělců, který se vytvořil kolem sochaře George Minneho ve vlámské vesnici Sint-Martens-Latem.
V roce 1905 se oženil s malířkou Marií von Malachowski. Společně odjeli do Paříže. Tam se dostal pod vliv fauvismu a Van Goghových děl. V roce 1906 se přestěhovali do Berlína, kde se stal členem Berlínské secese a byl zvolen do představenstva Deutscher Künstlerbund. V té době hojně spolupracoval s Maxem Beckmannem.
Část života strávil v Porýní, kde vytvořil několik svých děl. První samostatnou výstavu uspořádal v roce 1914, sponzoroval ji sběratel umění Alfred Flechtheim ve své galerii v Düsseldorfu.
Jeho kariéru přerušila válka. Byl přijat do armády a přidělen k dělostřeleckému pluku. Po krátké době byl vystaven působení jedovatého plynu a následně byl angažován jako válečný umělec. V roce 1917 byl vyznamenán Železným křížem. Po válce se v roce 1918 stal jedním ze spoluzakladatelů umělecké skupiny Mladé Porýní.
V roce 1921 byl jmenován profesorem na Kunstakademii v Düsseldorfu.
V roce 1937 byla jeho díla nacistickou vládou označena za Zvrhlé umění a on byl nucen odejít do důchodu. S manželkou se na důchod přestěhoval do města Kalkar, kde 26. listopadu 1940 zemřel. Bylo mu 60 let.

## Dílo

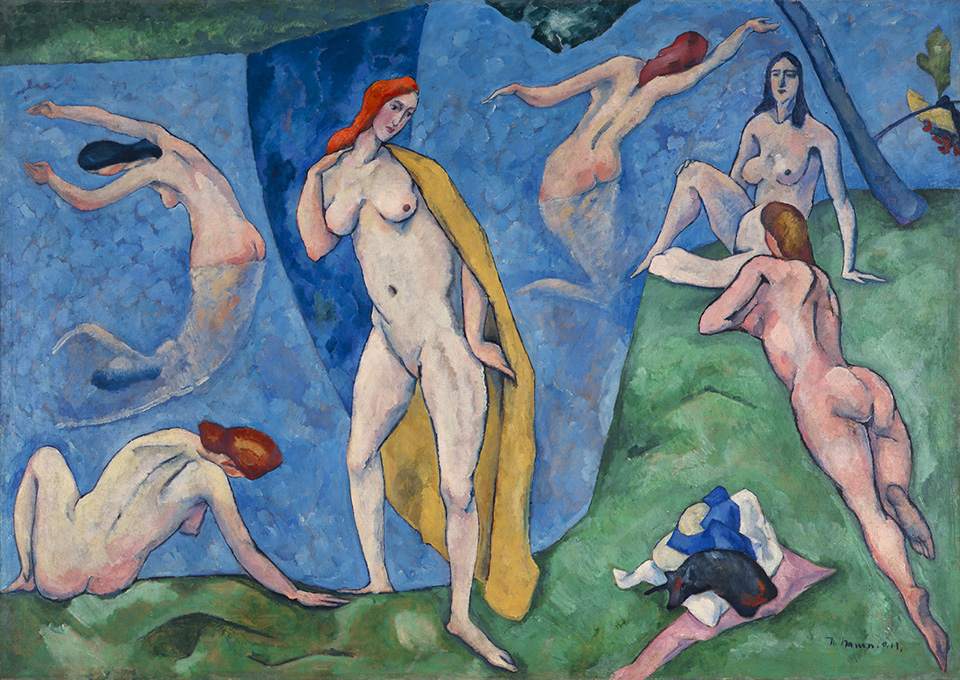
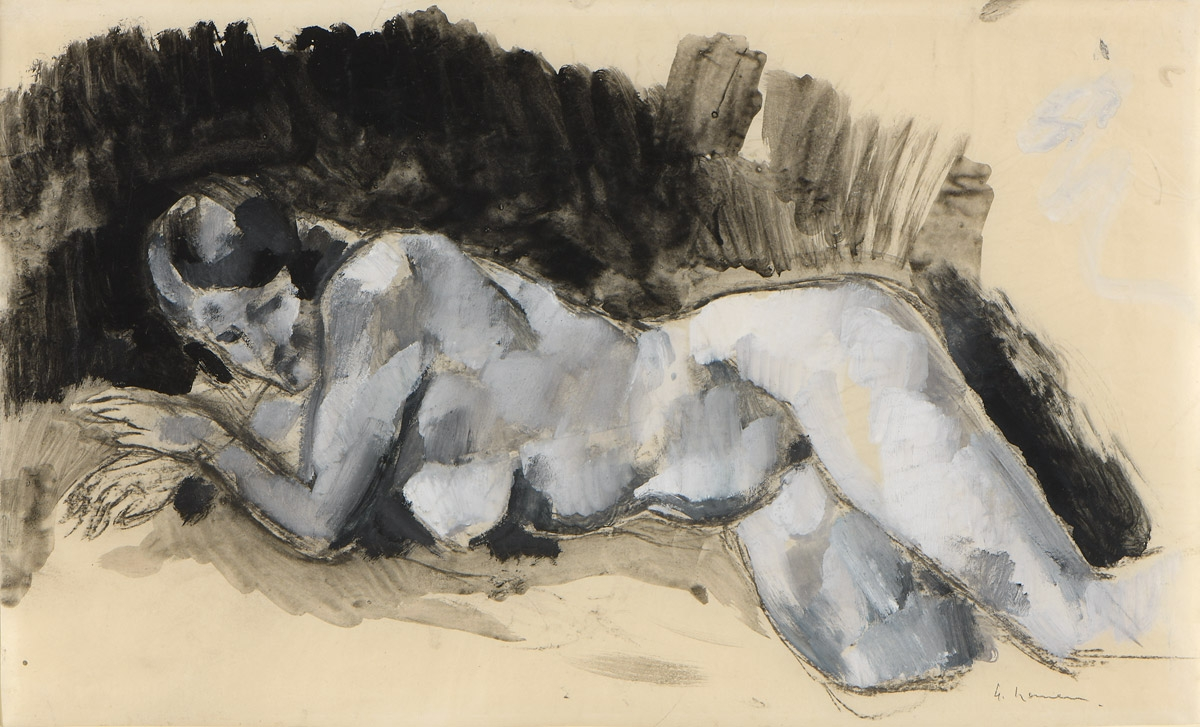